# 142369 Johnhodges
142369 Johnhodges è un asteroide della fascia principale. Scoperto nel 2002, presenta un'orbita caratterizzata da un semiasse maggiore pari a 2,4526065 UA e da un'eccentricità di 0,0837378, inclinata di 7,12387° rispetto all'eclittica.